# 自然観察の森
自然観察の森（しぜんかんさつのもり）は、自然の喪失が著しい大都市及びその周辺において、自然保護教育を推進して行く拠点をモデル的に整備することを目的に1984年から環境省が主体となり、各地方公共団体と整備を行った自然教育施設である。全国10か所に整備された。

## 自然観察の森一覧
- 仙台市太白山自然観察の森
- 桐生自然観察の森
- 牛久自然観察の森
- 横浜自然観察の森
- 豊田市自然観察の森
- 栗東自然観察の森
- 和歌山自然観察の森
- 姫路市自然観察の森
- おおの自然観察の森
- 福岡市油山自然観察の森